# 普拉夫金斯基
普拉夫金斯基（羅馬化：Pravdinskiy）是俄罗斯莫斯科州的市级镇，属州辖市普希金诺市（城市区），地处莫斯科州中北部，在区行政中心普希金诺北偏东、州府莫斯科东北方，镇东部有乌恰河一支流斯卡尔巴河（Скалба）流经。M8公路（霍尔莫戈雷公路）从该镇以东约2公里处经过。镇内设有铁路车站。
该地2021年人口有10,031人；2010年人口10,587；2002年人口10,458；1989年人口11,295。